# 寧常在
寧常在，姓名不詳，疑似是回部出身的維吾爾族人，清朝乾隆帝之常在。

## 生平
寧常在生年暫不詳，生辰則為十一月十四日。乾隆二十八年十月二十五日，封為寧常在。乾隆四十四年除夕家宴，仍有寧常在之名。乾隆四十五年左右去世:435。乾隆四十六年十二月初二日，收寧常在遺物。乾隆四十九年九月初八日，葬入裕陵妃園寢。寧常在可能是維吾爾族人，或是跟隨容妃和卓氏進宮，或是出身於回子包衣佐領。乾隆三十四年的《撥用行文底檔》稱：「舒妃、豫妃、容妃……又行光祿寺，二位，每日撥用豬肉三斤。外膳房肉房，一位，每日撥用羊肉三斤」、「祿常在、新常在、寧常在、明常在……又行光祿寺，三位，每位每日撥用豬肉一斤八刃。外膳房肉房，一位，每日撥用羊肉一斤八刃」。目前推斷三位妃及四位常在之中為容妃、寧常在食用羊肉。因為新常在的身世雖不明確，但同一份檔案中亦有她生辰時食用豬肉的記載，而祿常在陸氏和明常在陳氏均為民籍漢人之女，應該食用豬肉。然而，當代研究學者王冕森先生指出這種食肉記載似乎有𣎴確定性，因此關於寧常在是否出身回部，仍然需要進一步梳理史料:436。

## 備註
1. ↑   由於回疆葉爾羌等地歸附清朝者日漸增多，乾隆二十五年正月，乾隆帝下旨讓內務府將來京居住的樂工與匠藝人等新編為一個佐領，編入正白旗滿洲左翼第五參領第七佐領，並且明確了以後送來的回部人「俱著入於此佐領下」。按內務府規定，「回子佐領下女子年至十二歲，令該佐領造冊送會計司呈堂匯奏，交總管太監請旨引閱」[6]。